# Schwarza-Schlücht-Tal
Das Naturschutzgebiet Schwarza-Schlücht-Tal befindet sich auf dem Gebiet der Gemeinden Ühlingen-Birkendorf, Waldshut-Tiengen und Weilheim im Landkreis Waldshut.

## Kenndaten
Das Naturschutzgebiet wurde mit Verordnung des Regierungspräsidiums Freiburg vom 28. Dezember 1992 ausgewiesen und hat eine Größe von 243,9124 Hektar. Es wird unter der Schutzgebietsnummer 3.190 geführt. Der CDDA-Code für das Naturschutzgebiet lautet 165486 und entspricht der WDPA-ID.

## Lage und Beschreibung
Das aus zwei Teilen bestehende Naturschutzgebiet Schwarza-Schlücht-Tal befindet sich auf dem Gebiet der Gemeinde Ühlingen-Birkendorf auf den Gemarkungen Berau und Riedern mit 152,6352 ha, der Gemeinde Waldshut-Tiengen auf der Gemarkung Aichen mit 54,0765 ha und der Gemeinde Weilheim auf den Gemarkungen Nöggenschwiel und Weilheim mit  37,2005 ha.
Die Felsschluchten von Schwarza und Schlücht zählen zu den eindrucksvollsten Landschaften des Schwarzwalds. Das Naturschutzgebiet ist bekannt als Wuchsort seltener, für den Naturraum teilweise einzigartiger, Pflanzengesellschaften. Es ist von großer wissenschaftlicher Bedeutung, insbesondere für die Biologie und Geologie.
Die Flora ist mit weit über 400 Pflanzenarten sehr reich. Einige seltene Arten haben die am besten ausgebildeten Bestände im ganzen Schwarzwald. Das Stängelumfassende Habichtskraut (Hieracium amplexicaule)  hat hier sein einziges natürliches Vorkommen in Deutschland außerhalb der Alpen.

## Schutzzweck
Schutzzweck ist die Erhaltung von Teilen der Felsschluchtgebiete im Schwarza-Schlücht-Tal sowie im Mettma-Tal 
- als Wuchsort seltener und für den Naturraum teilweise einzigartiger Pflanzengesellschaften;
- als Gebiet von großer wissenschaftlicher, insbesondere biologischer und geologischer Bedeutung;
- als vielfältiger Lebensraum zahlreicher, zum Teil vom Aussterben bedrohter Tier- und Pflanzenarten.

## Arteninventar
Im  Naturschutzgebiet Schwarza-Schlücht-Tal wurden folgende Arten erfasst:
- Amphibien:

Bufo bufo (Erdkröte), Rana temporaria (Grasfrosch), Salamandra salamandra (Feuersalamander), Triturus alpestris (Bergmolch)
- Reptilien:

Anguis fragilis (Blindschleiche), Coronella austriaca (Schlingnatter), Lacerta agilis (Zauneidechse), Lacerta vivipara (Waldeidechse), Natrix natrix (Ringelnatter), Podarcis muralis (Mauereidechse)
- Säugetiere:

Martes foina (Steinmarder), Martes martes (Baummarder), Meles meles (Dachs), Mustela erminea (Hermelin), Myotis myotis (Großes Mausohr), Rupicapra rupicapra (Gämse), Vulpes vulpes (Rotfuchs)
- Vögel:

Accipiter nisus (Sperber), Ardea cinerea (Graureiher), Cinclus cinclus (Wasseramsel), Columba oenas (Hohltaube), Corvus corax (Kolkrabe), Corvus monedula (Dohle), Dendrocopos medius (Mittelspecht), Dryocopus martius (Schwarzspecht), Falco subbuteo (Baumfalke), Ficedula hypoleuca (Trauerschnäpper), Milvus migrans (Schwarzmilan), Milvus milvus (Rotmilan), Pernis apivorus (Wespenbussard), Phylloscopus bonelli (Berglaubsänger)